# باجت سوئیتس
باجت سوئیتس (انگلیسی: Budget Suites) شرکت مهمان‌نوازی آمریکایی است، که در سال ۱۹۸۷ تأسیس شد.